# Тайюаньский технологический университет
Тайюаньский технологический университет (кит. трад. 太原理工大學, упр. 太原理工大学, пиньинь Tàiyuán Lǐgōng Dàxué) — университет в Шаньси, провинции Тайюань. Входит в проект 211.
Имеет 4 кампуса общей площадью 213 га.